# 自己的房間
《自己的房間》是維吉尼亞·吳爾芙的一篇長篇散文，首次出版於1929年9月，這部作品是吳爾芙於1928年10月在劍橋大學女子學院紐納姆學院和格頓學院的兩次演講稿匯集而成。
在《自己的房間》中，吳爾芙常使用隱喻来探討社會上的不公正現象，家庭生育者、無知、貞潔且默默無名。本文旨在提出並反對當時的社會期望所造成的影響。當有代表著“新女性”的人物出現時，這種不公正的期望就會擅自對女性本身的智慧和潛力套上了一層拘束。因此，這一論點（女性智商不足）所造成的文學上的廣泛影響，揭示了隨著世紀交替，社會局勢更加緊張。吳爾芙認為，女性作家們和她們的小說之所以看起來並沒有像男性那般優秀，是因為她們缺乏機會，而不是她們沒有才能。
上一代的貧困和低成就也可能導致後幾代人深處於劣勢中。由於幾十年来女性不管在經濟或教育等各方面都一直被邊緣化，導致父權制主導著文學和各式領域，吳爾芙這具有泛用性的理論可應用至許多領域。而在這種情况下，台下聽著演講的孩子們都變得非常清楚自己的社會地位，從而意識到自己所蘊含的可能性和目前的不足之處，女性們開始意識到自己的社會地位並暸解到她們失去了“思考”的能力。“思考”幫助我們看見社會問題是如何改變它的型態。但是機會的缺乏仍然導致女性失去了思考的能力，且在社會上遭到孤立和不平等的對待。

## 歷史
這篇文章的基礎為吳爾芙於1928年10月20日和26日分别在劍橋中兩個學院的學生社團：紐納姆學院的紐納姆藝術社和格頓學院的ODTAA文學社演講的兩篇演講稿。愛爾西·鄧肯-瓊斯，當時名為愛爾西·菲爾（Elsie Phare），是紐納姆藝術社的社長，並為紐納姆雜誌《忒耳西忒斯》（Thersites）撰寫了一篇名為《女性與小說》的論文。吳爾芙應大學校長珮內爾·史翠奇之邀留在紐納姆，校長家人是布盧姆斯伯里派的重要成員。吳爾芙前往格頓學院時，情人薇塔·薩克維爾-韋斯特亦有陪同。本書於1929年9月出版，內容一共六章。

## 主題

### 四個瑪麗
這個標題来源於吳爾芙在第一段時虛構出一個女性，並在此書中以她的視角在思考著「女性與小說」這個問題：“那時我就在這裡（叫我瑪麗‧貝頓、瑪麗‧賽頓、瑪麗·卡邁克爾或任何你喜歡的名字——這無關緊要）”。 四個瑪麗的由來是蘇格蘭女王瑪麗的侍女，她們也是16 世纪蘇格蘭民謠《瑪麗·漢米爾頓》（Mary Hamilton）的人物。這首民謠講述了一位侍女因與國王生了孩子而面臨死刑，而她殺死了那個孩子。
吳爾芙引用了過去的女性作家，而當她引用這些拒绝成為母親的女人、不願結婚的女人和可能被處以絞刑的女人的故事時，吳爾芙將過去像她這樣的女性作家，歸類為隨時都有可能因被精神、現實兩方面的痛苦轟炸而深處於危險中的人。

### 女性受教育的機會

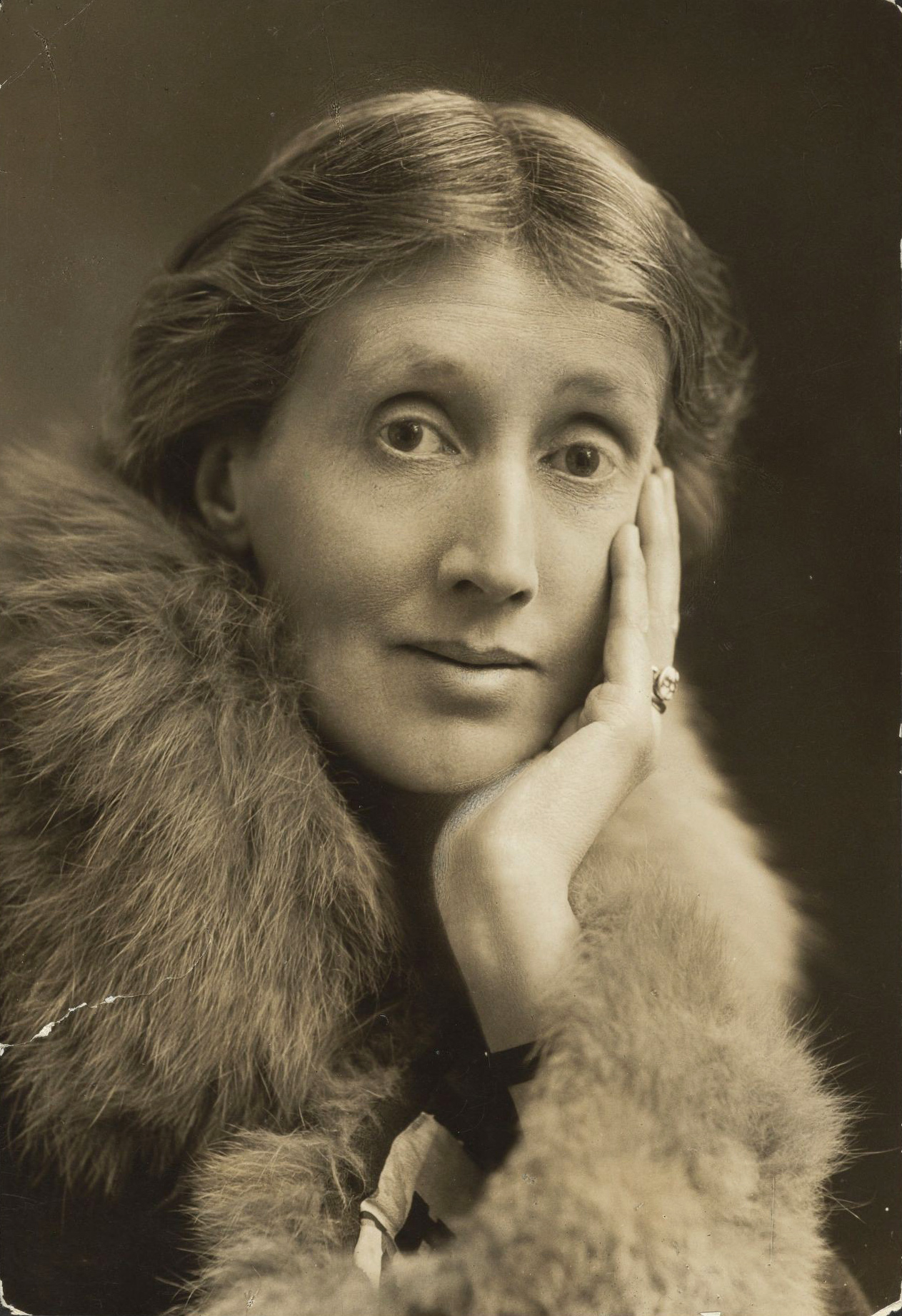
1927年的吳爾芙

本文考察了女性是否有能力自由創作，且是否能夠創造出像威廉‧莎士比亞那般高質素的作品，並在這些考察之後，提出了過去和現在的女作家所面臨的局限。 

吳爾芙的父親莱斯利·斯蒂芬爵士懷抱舊時代的思想，認為只有家中的男孩才應該去學校上學。而演講時，吳爾芙是在向在正式場合受過教育的女性說話。她讓聽眾理解女性受教育的重要性，並且警惕她們社會地位的不穩定，並鼓勵她們努力開拓視野。吳爾芙總結了男性小說中理想化的女性，與在現實中生活在父權社會掌控之下的女性之間的鲜明對比：
  自古以来，在所有詩人的所有作品中，女性有如烽火般熊熊燃燒著。

  的確，女人在男人所寫的小說中的形象，通常都被想像成各式各樣的極端形象：有英勇也有卑賤；有華貴也有污濁；有美若天仙也有奇醜無比；有英偉不下於男人的，甚至有英偉勝過男人的。但這是小說中的女人。現實中，崔佛連教授不也說得很清楚：遭家人囚禁起来，被毆打至滿地打滾。

  這樣子浮現的可是一個模樣詭異、七拼八湊出來的生命呢。在想像裡，女性具有絕頂重要的位置；在現實中，女性完全微不足道的。在詩集裡，女性是貫串首尾的主題；在歷史中，女性始終悄無聲息。在小說裡，女性主宰了君王、將帥的人生；在現實裡，女性聽憑父母之命被迫在手上套上婚戒，成為夫婿的奴隸。在文獻裡，有些最高妙的言辭，最洞徹的思想出自女性之口；在現實裡，女性卻幾乎不識字，不會寫字；還是她丈夫名下的財產。 

### 茱蒂絲·莎士比亞

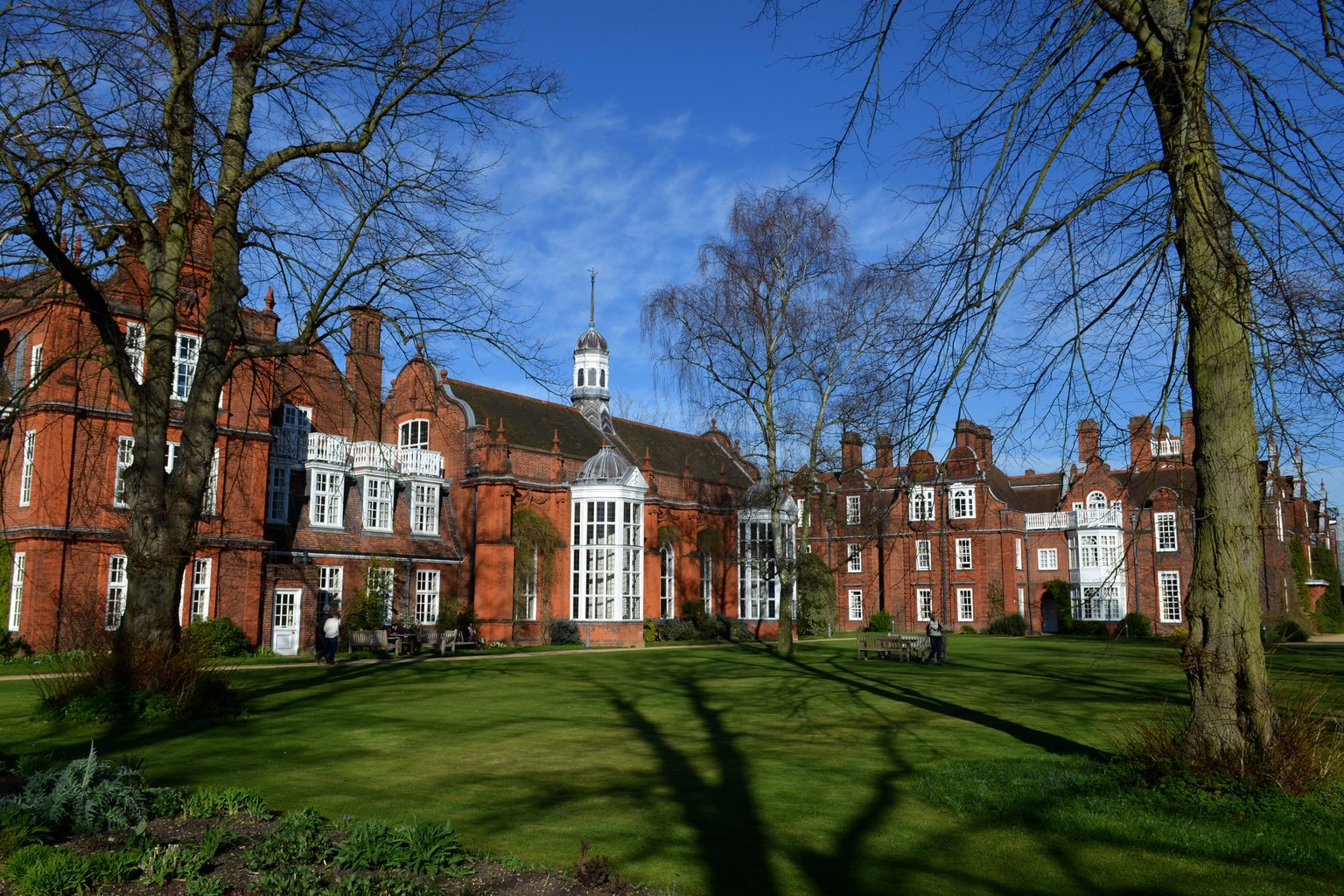
劍橋，紐納姆學院

在第三章中，吳爾芙虛構出了一個人物——莎士比亞的妹妹茱蒂絲，以藉此說明就算女性擁有莎士比亞般的天赋，她們也没有機會去運用它們。就像吳爾芙在她的兄弟們一個個去上學時，自己卻只能呆在家裡一樣，茱蒂絲也被困在家庭中：“她和他一樣性好冒險，一樣有豐沛的想像力，一樣迫不及待要一探世界。但她沒法去上學。” 
在莎士比亞學習的同時，若茱蒂絲碰巧拿起她哥哥的書，想坐下讀上個幾頁，她就會受到父母的責備，因為她還需要去做繁瑣的家務事。而在過幾年，茱蒂絲被訂婚了，當她表達不想结婚時，她父親痛打了她，然後哀求女兒不要在婚姻大事上丟他的臉。當莎士比亞在外嶄露頭角，而茱蒂絲卻被對女性的社會期望所困。她離家出走到倫敦，當她想成為一名演員時遭到騷擾和訕笑，最後懷上一位同情她的演員兼劇團經理的骨肉。在不堪欲創作的心在體內湧動、鬱積後，她便在一天晚上自殺了，並“被埋葬在一處十字路口，就是現在大象和城堡的公車站牌下”。而她的哥哥——威廉‧莎士比亞卻活了下来並建立了他的聲望。 

### 建立女性寫作的歷史

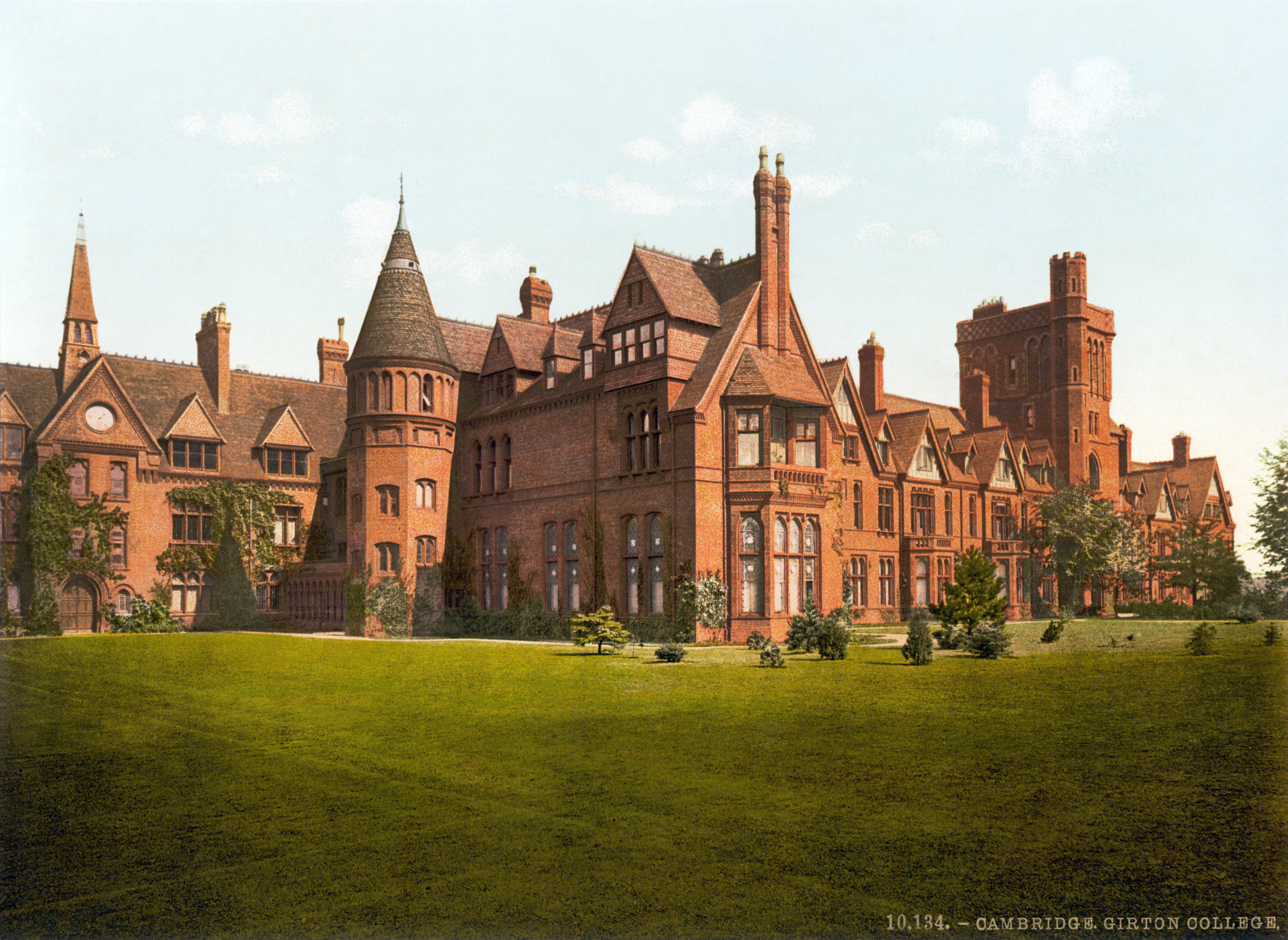
劍橋的格頓學院

本文中，吳爾芙對迄今為止的女性作家們提出了她的評論。吳爾芙審視了幾位女性作家的生涯，包括艾芙拉・班恩、珍·奥斯汀、勃朗特姐妹、溫奇爾西伯爵夫人安妮・芬契和乔治·艾略特等人。除了女性作家，吳爾芙還從著名學者和女權主義者：珍·艾倫·哈里遜身上汲取了靈感。哈里遜在文章中僅以名字首字母的縮寫出現，吳爾芙在看見神似哈里遜的背影出現後，吳爾芙寫道：“難道是那位大學者？難道真是 J——H——本人？” 
吳爾芙還討論了丽贝卡·韦斯特，並質疑戴斯蒙·邁卡錫（Desmond MacCarthy）（文中簡稱“Z”）強硬地將魏斯特斥為“荒唐的女權主義分子”的說法。在因對女性的看法而受到吳爾芙批評的男性中，提到了第一代伯肯黑德伯爵F·E·史密斯（簡稱“伯肯黑德勳爵”），吳爾芙駁斥了他的觀點，並說“我才不花那力氣去抄伯肯黑德勳爵對女性寫作的看法呢！”。 伯肯黑德是堅決反對賦予女性選舉權的，但他的私生活卻是放浪奢華，本人甚至還引以為豪。本文還引述了奧斯卡‧勃朗寧傳記中的一段話：  “不管哪一批考卷看過之後，他的印象都是不管他給的分數是多少，女性的智慧再高也比不上男性最低的那位”。 除了以上人物外，吳爾芙還巧妙地提到了當時幾位最杰出的知識分子對於女性寫作和女性所蘊含的智慧的看法。

### 女同性戀
在《自己的房間》出版之前，吳爾芙在她的日記中寫道，她認為本書出版後她將會“被抨擊或被隱射為一個女權主義者”。
在本書的第五章中，在引述一位虛構出的女作家：瑪麗·卡麥可的作品時，吳爾芙有意援引女同性戀：「再下來我要跟各位說，下一句我讀到的是—— 『柯洛伊喜歡奥麗薇亞⋯⋯』別跳起來。別臉紅。既然一窩同是女的沒外人在，我們何不私底下大方承認，有時候就是有這樣的事。有的時候，女人真的也會喜歡女人。」 吳爾芙提到了瑞克里芙·霍爾的女同性戀主题小說《孤獨之井》（1928年）的出版引起的淫穢審判和大眾騷動。在吳爾芙討論小說中「柯洛伊喜歡奧莉薇亞」這一幕之前，她還確保了審判霍爾小說猥褻案的法官：查特·拜隆爵士不在現場：“對不住，突然要打斷一下。這裡怎麼一個男人也沒有？你們真敢說那紅窗簾後面沒躲個查特·拜隆爵士？怎麼我們一堆都是女的？妳們說我有沒有看錯？那好，再下來我就要跟各位說，下一句我讀到的 ……” 。
研究吳爾芙的學者和女權主義者評論家珍·馬庫斯認為，吳爾芙是在向雷克里夫·霍爾和其他作家展示如何謹慎地討論女同性戀以避免被判為淫穢；“吳爾芙正在给她被圍困的作家同事們上一课，教她們如何發表女同性戀演講、寫一部女同性戀作品，然後逍遙法外。”馬庫斯形容吳爾芙和她的情人薇塔·薩克薇爾-韋斯特来到女子學院時，她們之間有「愉快的」氛圍。吳爾芙很樂意與女學生討論女同性戀問題，因為她認為女子學院對這種討論來說，是安全而或不可缺的場所。

## 批評
愛麗絲‧沃克回應了吳爾芙的觀點，即只有擁有“自己的房間”的女性才有資格寫作。吳爾芙本人指出，並非她所處的社會中的女性都有這樣種安全的空間，但沃克進一步指出有色人種女性遭受了更嚴重的排擠。在《尋找我們母親的花園：女性主義者的散文》中，沃克寫道： 
維吉尼亞·吳爾芙在她的《自己的房間》一書中寫道，一個女人要寫小說，她必須擁有兩樣東西：一間自己的房間（有鑰匙和鎖）和足夠的錢來養活自己。 那麼我們該如何看待那沒有自我的奴隸菲利斯·惠特利呢？ 這個體弱多病的黑人女孩有時會需要自己的僕人——她的健康狀況如此的不穩定——如果她是白人，她一定會被認可為凌駕於當時所有女性和大多數男性的佼佼者。

## 改編和文化影響
- 1975 年，威斯康星州麥迪遜市一間名叫「自己的房間」的書店由五位女性創立，是一家販賣女權主義、非二元性別書籍的書店。[23]
- 1975年由西海岸女權主義文學雜誌協會和Growing Room Collective在加拿大溫哥華推出的文學雜誌，最初名為《自己的房間》 ，但在2007年改為《房間》[24][25][26][27]
- 史密斯夫婦1985 年的歌曲《莎士比亞的姐姐》就是以本文的其中一段命名的。
- 「莎士比亞的姐妹」成立於 1988 年，是以Siobhan Fahey為主唱的另類搖滾流行樂團。這個名字改编自史密斯夫婦的歌名；然而，Fahey 描述了这个名字的含義，“Siobhan Fahey 不限定於藝術家，也可能是母親、女兒或姐妹。真正的是藝術家是每人心中的莎士比亞的姐妹。” [28][29]
- 《自己的房間》：帕特里克·加蘭由同名作品所改編的戲劇，於1989 年首播，並由艾琳·阿特金斯主演； [30]該劇的電視影集改編版於 1991 年在PBS Masterpiece Theatre上播出[31][32]
- 皮革檔案博物館成立於1991年， [33]有一個名為“A Room of Her Own”的展覽，策展人亞歷克斯·華納曾寫道：“當我開始為女性皮革歷史項目的第一個展覽裝置工作時，我很興奮我們在 LA&M 為 Leatherwomen 的歷史騰出了空間。」“A Room of Her Own”的誕生，是建立在維吉尼亞·吳爾芙在1929年發表的女權主義散文《自己的房間》 的基礎上，該文主張女性需要空間來思考和創造。”[34]
- 搖滾樂團「Two Nice Girls'」的第三張專輯：《克洛伊喜歡奥利维亞》，發行於1991年，此名引用了本文的其中一段。[35][36]
- 克洛伊和奧莉薇亞：17 世纪至今的女同性戀文學選集，由Lillian Faderman于 1994 年出版；名字“克洛伊和奧莉薇亞”的由來是來自本文。[36][37]
- 一個名為Shakesville 的部落格於 2004 年以「莎士比亞的姐妹」為名開始，該部落格於2019年關閉。[38]它以史密斯夫婦的歌曲“莎士比亞的姐姐”和本文來命名，此部落格的原作者：梅麗莎·麥克尤恩寫道：“我是在我之前所有莎士比亞姐妹的接棒人，他們開闢出了自己的房間，在微小的空間和時間裡，他們養成了自由的習慣，並開始鼓起勇氣寫下了他們的想法。我懷著無比的感激和強烈的渴望接下了他们的遺贈，因此我以1和0創建了我自己的房間，在那裡我會盡我所能地向他們致敬。” [39]
- 2009 年成立的同人小说網站Archive of Our Own名字的靈感就是來自於本文。[40][41]
- 帕特里夏·安·拉姆金（Patricia Ann Lamkin）在2011年發表的戲劇《月之衡》（Balancing the Moon）的靈感来自本文。[42]
- 新加坡的女性共用工作空間“Woolf Works”於2014 年開業，以維吉尼亞·吳爾芙的名字命名，並向這篇文章致敬。[43][44]
- A Room of Her Own Foundation（AROHO）是為女性作家和藝術家所建立的基金會，以本文命名。[45][46]

## 註解
1. ↑  "Yestreen the Queen had four Maries / This nicht she'll hae but three, O / There was Mary Beaton, and Mary Seaton / And Mary Carmichael, and me, O."[8]

## 外部連結
- 互联网电影数据库（IMDb）上《自己的房間》的资料（英文） （1991, with Eileen Atkins）.
- Longworth, Deborah （1 March 2017）. "Virginia Woolf and Feminist Aesthetics" （页面存档备份，存于）, lecture on A Room of One's Own, University of Birmingham.